# Spinogoephanes vieui
Spinogoephanes vieui är en skalbaggsart som beskrevs av Stefan von Breuning 1964. Spinogoephanes vieui ingår i släktet Spinogoephanes och familjen långhorningar.
Artens utbredningsområde är Madagaskar. Inga underarter finns listade i Catalogue of Life.